# باشگاه ورزشی عالی
باشگاه ورزشی عالی (به عربی: نادی عالی) یک باشگاه ورزشی در شهر عالی و در کشور بحرین می‌باشد که تیم فوتبال آن در لیگ برتر فوتبال بحرین بازی می‌کند.
این باشگاه در سال ۱۹۶۸ تأسیس شده است.